# Laura Garrone
Laura Garrone (Milano, 15 novembre 1967) è un'ex tennista, allenatrice di tennis e commentatrice televisiva italiana.

## Carriera
Laura Garrone ha avuto un'eccezionale carriera a livello juniores avendo vinto due prove del Grande Slam e cioè l'Open di Francia e gli US Open, entrambe nel 1985. Inoltre, già in precedenza, a nemmeno sedici anni, aveva vinto la medaglia di bronzo, nel doppio, ai Giochi del Mediterraneo di Casablanca 1983.
Nel circuito maggiore non ha avverato le grandi speranze in lei riposte, quanto meno nei tornei di singolare. Il suo più alto ranking, infatti, è stata la 32ª posizione raggiunta il 13 gennaio 1987 ed il suo miglior risultato in un torneo del Grande Slam è stato il quarto turno agli Open di Francia 1986 sconfitta da Martina Navrátilová 6-1, 6-2. Al Torneo di Wimbledon si è fermata al terzo turno nel 1991, fermandosi nuovamente nell'insormontabile ostacolo Navratilova (6-2, 6-2). Agli US Open non è andata oltre il secondo turno nel 1985, 1988 e 1990. In singolare, inoltre, è stata tre volte finalista nei tornei del WTA Tour.
Nettamente migliore è stata la sua carriera nel doppio dove ha vinto ben cinque tornei. Ha vinto infatti il Torneo di Sofia del 1989 in coppia con Laura Golarsa, gli Internazionali Femminili di Palermo e di Atene nel 1990 in coppia con Karin Kschwendt. Ha prevalso nuovamente a Palermo nel 1994 con Ruxandra Dragomir e a Varsavia nel 1995 in coppia con Sandra Cecchini. Con la Golarsa è stata inoltre finalista nel torneo di doppio degli Internazionali d'Italia 1990, dove le due azzurre hanno dovuto cedere a Helen Kelesi e a Monica Seles per 6-3, 6-4.

## Dopo il ritiro
Laura Garrone si è ritirata nel 1997. Successivamente è stata allenatrice presso il circolo TC Bozen e commentatrice di tennis su Sky Italia.